# Record Mirror
 (mars 2013).
Record Mirror est un ancien journal hebdomadaire britannique traitant de la musique, publié entre 1954 et 1991. Apprécié à la fois par les fans de musique pop grand public et les collectionneurs, il est le plus progressiste des quatre hebdomadaires concurrents de son époque, les trois autres étant le Melody Maker, New Musical Express (NME) et Disc magazine.

## Source
- (en) Cet article est partiellement ou en totalité issu de l’article de Wikipédia en anglais intitulé « Record Mirror » (voir la liste des auteurs).